# Zamarada ordinaria
Zamarada ordinaria là một loài bướm đêm trong họ Geometridae.